# Socalled

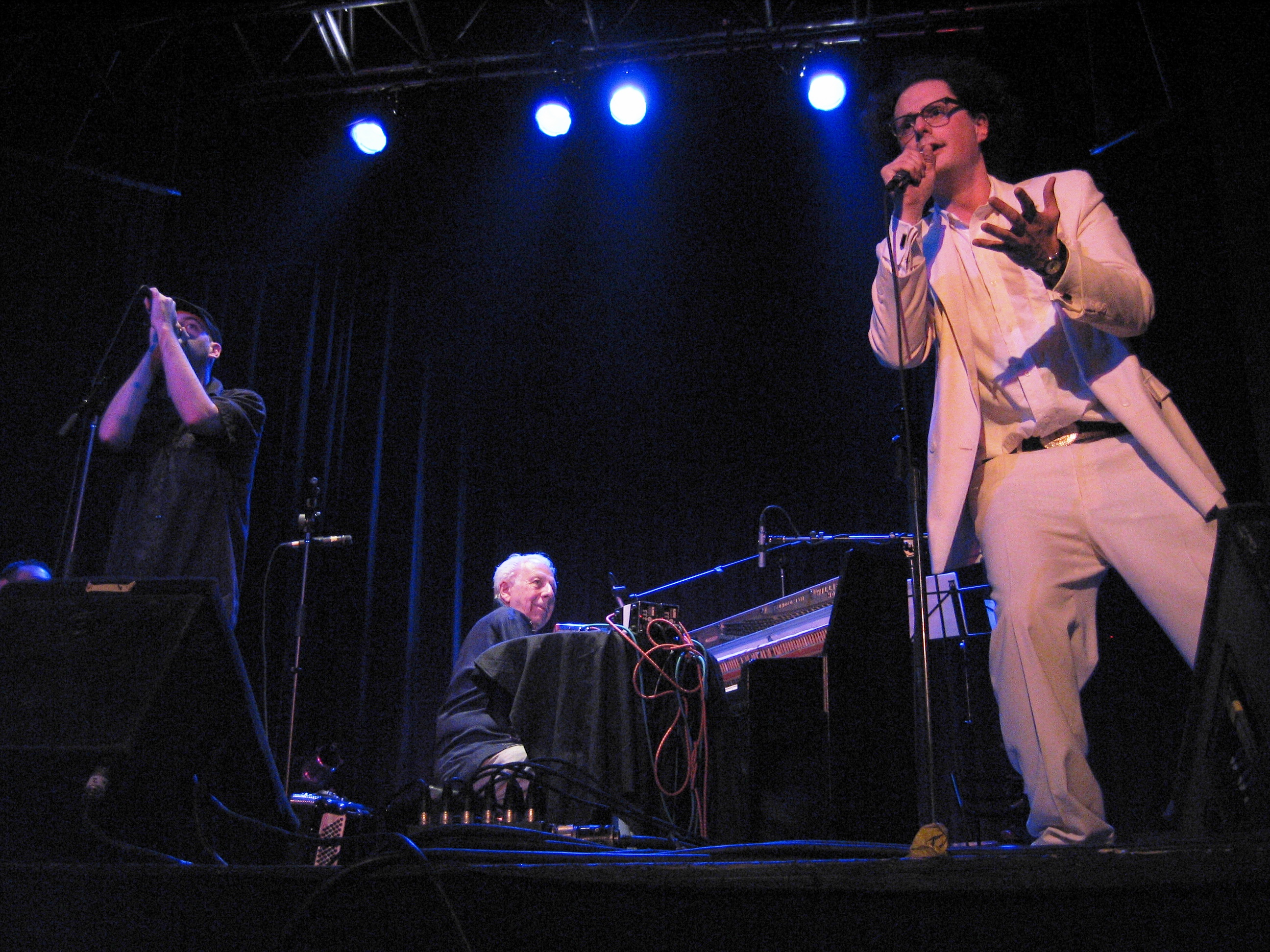
Socalled im Oktober 2005 im Théatre National in Montreal, im Hintergrund Pianist Irving Fields.

Socalled (* 28. Dezember 1976 in Ottawa) ist der Künstlername des kanadischen Rappers, Sängers, Multiinstrumentalisten (u. a. Klavier und Akkordeon), DJs, Produzenten, bildenden Künstlers und Filmemachers Joshua David Charles Dolgin. Er ist bekannt als Produzent von auf jiddischen Liedern und Melodien basierendem Hip-Hop, den er mit zahlreichen bekannten Musikern live aufnimmt.

## Leben und Wirken
Josh Dolgin wurde in Ottawa geboren, wuchs im nahe gelegenen Chelsea in Quebec auf und lebt seit langem in Montreal. Er kommt aus einer jüdischen Familie, sein Großvater väterlicherseits stammt aus der Ukraine. Als Jugendlicher spielte er Keyboard in verschiedenen Bands, auch in einer Gospel-Band – obwohl er „nie so begeistert“ war, „Musik über Jesus zu machen“. Über ein schwarzes Bandmitglied kam er mit Hip-Hop in Kontakt und lernte auf Drummachines selber Hip-Hop-Beats herzustellen. Während seiner Studienzeit an der McGill University in Montréal verbrachte er viel Zeit damit, in Plattenläden nach brauchbaren Platten für Samples in Hip-Hop-Stücken zu suchen. Erstmals auf jiddische Musik aufmerksam wurde er dabei 1996, als er beim Durchstöbern einer Plattenkiste der Salvation Army auf ein altes Album von Aaron Lebedeff, einem jiddischen Sänger der Nachkriegszeit, stieß. Neugierig durch das farbenfrohe Cover und das „interessante Aussehen“ des Musikers – jiddische Musik war bei seinen Eltern kein Thema – nahm er die Platte mit nach Hause. Er bemerkte, dass jiddische Lieder häufig eine Pause zwischen den Versen aufwies, sodass sie sich perfekt in Hip-Hop-Rhythmen einfügen würden. Dolgin erfand somit eher zufällig „jiddischen Hip-Hop“. Seine erste Aufnahme nannte er The Jew Funk – ein gesungenes jiddisches Gebet, mit eigenem Rap und Hip-Hop-Beats überlegt. Mit den Jahren sammelte Dolgin etwa 5.000 Platten, darunter neben Hip-Hop auch viele mit jüdischer Musik, viele davon in jiddischer Sprache und aus den Jahrzehnten vor dem Zweiten Weltkrieg.
Im Jahr 2000, bei einem Klezmer Workshop, wurde der Klarinettist David Krakauer, langjähriges Mitglied von The Klezmatics, auf Dolgin aufmerksam und engagierte ihn, um für seine Musik Hip-Hop-Beats zu komponieren. 2003 wurde Dolgin von Sophie Solomon, der Violinistin der Londoner Gruppe Oi Va Voi kontaktiert, um mit ihr ein Album aufzunehmen. So entstand HiphopKhasene. Hierbei arrangierte er Klezmer-Stücke, jüdische Hochzeitslieder sowie jiddische Lieder mit Hip-Hop-Beats und Live-Aufnahmen im Studio neu. Die Raptexte, in denen er unter anderem Reflexionen über die Bedeutung von Traditionen und gesellschaftliche Werte zu verworrenen Reimen zusammenspinnt, schrieb und rappte er selbst. Das Album wurde 2004 mit dem Preis der deutschen Schallplattenkritik in der Kategorie World Music ausgezeichnet.
2005 folgte das zweite Album, The So Called Seder: A Hip Hop Haggadah, auf dem er unter anderem Killah Priest vom Wu-Tang Clan und Matisyahu für Aufnahmen im Studio gewinnen konnte. Im selben Jahr nahm er auch gemeinsam mit David Krakauer ein ganzes Album auf: The Bubbemeises – Lies My Grandma Told Me.

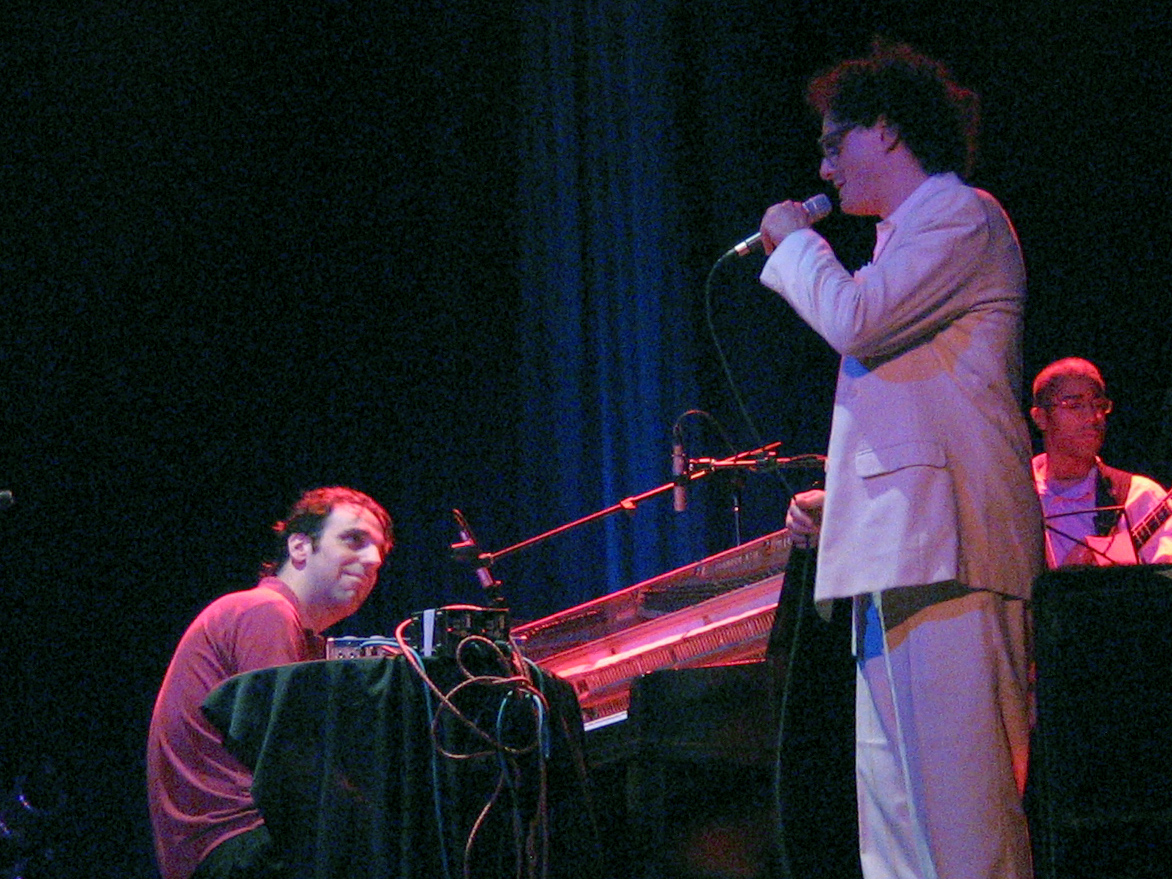
Socalled mit Chilly Gonzales.

Sein 2007 veröffentlichtes Album Ghettoblaster erschien beim französischen Jazz- und Weltmusik-Label Label Bleu. Für dieses Album, dessen doppeldeutiger Titel für das Sprengen der Ghetto-Mauern, in denen die jüdische Musik eingeschlossen ist, steht, aber auch auf den Hip-Hop-Bezug hinweist, ließ er etwa 40 Musiker und Sänger in die Studios kommen. Die Titel wurden an unterschiedlichen Orten aufgenommen, je nachdem, wo die Musiker ansässig sind, die an den Titeln mitwirkten. Unter diesen Musikern befinden sich David Krakauer, der bei mehreren Titeln als Klarinettist beiträgt, Theodore Bikel, der bei Belz und Bikel Family Sign zu jiddischen Liedern anstimmt, sowie die Rapper C Rayz Walz (You are never alone) und Chilly Gonzales (Baleboste). Irving Fields, auf den er einst durch alte Schallplatten aufmerksam wurde, begleitet, seit er herausfand, dass er „immer noch“ lebt, viele seiner Stücke auch bei Live-Auftritten am Klavier. Von diesem Album erschienen auch zwei Single-Auskopplungen, You are never alone (mit C Rayz Walz, Doris Glaspie und Katie Moore) und These Are The Good Old Days (gemeinsam mit David Krakauer, Subtitle und Fred Wesley).
Aus einer Idee, den Herkunftsort seines Großvaters in der Ukraine zu bereisen, entwickelte sich der Plan, den ukrainischen Teil des Flusses Dnepr mit verschiedenen Musikern an Bord zu bereisen und in den Städten entlang des Flusses Konzerte zu geben. Diese Reise wurde 2007 absolviert, wobei auch lokale Bands mit an Bord genommen wurden. Diese Reise wurde auch gefilmt und wird Teil eines geplanten socalled movie sein. Socalled absolvierte mittlerweile zahlreiche Europa-Tourneen und Festival-Auftritte und spielte unter anderem 2008 im Wiener Konzerthaus am Spot on Jiddischkeit-Festival mit David Krakauer.

## Diskografie

### Alben
- 2003: HiphopKhasene, mit Sophie Solomon (Piranha)
- 2005: The So Called Seder: A Hip Hop Haggadah (Jdub Records)
- 2005: The Bubbemeises – Lies My Grandma Told Me, mit David Krakauers Klezmer Madness! (Label Bleu)
- 2007: Ghettoblaster (Label Bleu)
- 2011: SleepOver

### Singles
- 2007: (These Are The) Good Old Days (Label Bleu)
- 2007: You Are Never Alone (Label Bleu)

## Auszeichnungen
- Preis der deutschen Schallplattenkritik 2004 für HiphopKhasene als Bestes World Music Album